# IC 1740
IC 1740 — галактика типу NF (в процесі підтвердження) у сузір'ї Піч.
Цей об'єкт міститься в оригінальній редакції індексного каталогу.